# Município de Union Grove (condado de Iredell, Carolina do Norte)
Localização da Carolina do Norte nos E.U.A.
O município de Union Grove (em inglês: Union Grove Township) é um localização localizado no  condado de Iredell no estado estadounidense da Carolina do Norte. No ano 2010 tinha uma população de 2.070 habitantes.

## Geografia
O município de Union Grove encontra-se localizado nas coordenadas 36° 00′ 58,48″ N, 80° 51′ 35,26″ O.